# Héliodore chassé du Temple
Héliodore chassé du Temple est une fresque (9 × 12 m) réalisée en 1725 par Francesco Solimena sur l'envers de la façade de l'église du Gesù Nuovo de Naples. Le musée du Louvre de Paris en conserve une copie sur toile réalisée par l'école de l'artiste datant de la même période.

## Histoire
Les travaux sont confiés à Solimena dès 1717 par les pères jésuites, qui veulent sur le chantier celui qu'ils considèrent comme le plus grand peintre de Naples. La commande au peintre concerne diverses parties du bâtiment, sur lesquelles d'importants travaux de rénovation sont alors en cours, dont le grand cycle de l'envers de la façade, élément décoratif particulièrement en vogue au XVIIe siècle à Naples, dont Giovanni Lanfranco fut maître pour l'église Santi Apostoli de Naples où il créa la Piscina probatica, et Luca Giordano pour celle de l'église des Girolamini où il exécuta L'Expulsion des marchands du Temple.
En raison de divers engagements déjà pris par Solimena, les travaux de la fresque de l'église ne s'achèvent qu'en 1725, année qui marque la fin du chantier du Gesù Nuovo. Initialement, la compensation convenue est de 2 000 ducats ; cependant la somme atteint un chiffre plus élevé, probablement le double, comme en témoigne le dernier paiement en novembre 1725,.
Signée par Solimena, la fresque a été exécutée en collaboration avec Francesco de Mura.

## Sujet
Le sujet n'était pas particulièrement en vogue dans l'histoire de l'art, devenu connu qu'à travers la fresque exécutée par Raphaël dans les salles du Vatican. Le thème est choisi par les Jésuites pour symboliser la protection offerte par Dieu à l'Église contre ses ennemis, et plus précisément, la condamnation de ceux qui tenteraient de voler le trésor de l'église du Gesù.
L'histoire est rapportée dans le deuxième Livre des Maccabées : Héliodore, ministre de Séleucos IV, qui se rend au temple de Salomon avec pour mission de voler le trésor, est arrêté et chassé par un chevalier à cheval et deux compagnons envoyés par Dieu. Grâce aux invocations du grand prêtre Onias III, Héliodore a la vie sauve : le prêtre prie d'abord le seigneur pour que Dieu empêche le vol, puis il invoque les mêmes prières pour laisser Héliodore en vie, alors gisant sans vie sur le sol. Le jeune homme va donc revenir auprès du roi Séleucos IV et lui révéler la puissance de Dieu dans la défense de Jérusalem.

## Description
L'ouvrage semble avoir été exécuté avec un ton chromatique intense, structuré sur un système de composition organisé en arrière-plan autour d'une architecture imposante qui met en valeur la foule de personnages excités et convulsifs, qui se déplacent harmonieusement dans le récit. Les personnages sont décrits en détail dans leur attitude et leurs expressions : tandis que certains portent les plateaux contenant l'or volé dans le Temple, d'autres observent avec crainte sa défense par le chevalier envoyé par Dieu, tandis que dans la partie supérieure à droite, se trouve le prêtre Onias III priant devant un autel couvert, avec un écrit en hébreu sur la balustrade et la menorah devant lui. Au milieu de cette composition, comme s'il s'agissait d'une scène de théâtre, le chevalier sur un cheval cabré trouve son point d'appui au centre de l'escalier ; en dessous de lui, Héliodore est au sol, la main levée, avec l'intention de se protéger des coups. Solimena place deux anges armés à côté du chevalier, s'écartant du récit biblique qui met plutôt en scène deux jeunes chefs de guerre.
La fresque est signée et datée en bas à gauche, sur le pied d'une marche.

## Analyse
Cette fresque constitue un manifeste de la culture méridionale à l'époque de la domination des Habsbourg (170-1734). La scène évoque un rideau d'opéra. Son catalogue de postures et de gestes est destiné à faire école pendant plus d'un siècle.

## Copies

Copie sur toile au musée du Louvre.

De nombreuses copies sur toile de l'œuvre de Solimena sont connues, réalisées par lui-même ou par des peintres de son entourage, peut-être destinées aux futures générations, ainsi que divers croquis autographes, dont une pour le roi Vittorio Amedeo de Savoie (aujourd'hui conservée dans la galerie Sabauda de Turin), une au palais Barberini à Rome, une au musée du Louvre à Paris (depuis 1786, dans la collection Louis XVI), un autre au musée d'Art de Toledo aux États-Unis.
De nombreux dessins d'études de la fresque sont également connus, certains conservés au Département des arts graphiques du musée du Louvre, d'autres à l'Albertina de Vienne (Autriche), à l'université Harvard, au Fogg Art Museum de Cambridge (Massachusetts), et enfin dans la collection du duc de Devonshire en Angleterre.
Certaines versions de la fresque adaptées sur toile (comme celle du Louvre) permettent de mettre en évidence une modification du peintre par rapport à son idée originale, à savoir la suppression d'un groupe de trois hommes peints dans la partie centrale de la scène, juste au-dessus du cavalier montant le cheval, aujourd'hui recouvert par un nuage dans la fresque. On ne sait pas si ce changement a été réalisé par Solimena lors de l'achèvement des travaux ou lors de la restauration ultérieure réalisée au XVIIIe siècle. On sait avec certitude qu'en 1760-1761, la fresque était déjà telle qu'elle est aujourd'hui, Jean-Honoré Fragonard ayant réalisé une gravure qui montre l'existence du nuage à la place des trois personnages.

## Remarques
- (it) Cet article est partiellement ou en totalité issu de l’article de Wikipédia en italien intitulé « Cacciata di Eliodoro dal tempio (Francesco Solimena) » (voir la liste des auteurs).

1. ↑  Touring Club Italiano 2007, p. 154.
2. ↑  « Héliodore chassé du Temple », sur Le Louvre, 23 août 2022 (consulté le 13 novembre 2023).
3. ↑  D’après un document des archives historiques de la  Fondazione Banco di Napoli : « Al padre G. Tranfo ducati duemila e per esso a Francesco Solimena e sono per il pagamento finale del grande quadro che favorì di dipingere l’affresco su la porta maggiore della loro chiesa del Gesù di questa città avendosi precedentemente ricevuto la maggior parte delle somme secondo il concordato giustamente parte in conti, e parte per altro Banco, restando interamente pagato da loro chiesa per l’opera veramente famosa e degna solo del suo ammirabile pennello. E per esso a Tommaso Solimena per altri ducati duemila. ».
4. ↑  (it) Sergio Angrisano, « Solimena e la cacciata di Eliodoro dal tempio al Gesù Nuovo di Napoli - », 7 janvier 2021.
5. 1 2  Allard 2023, p. 63.